# Parafia Niepokalanego Serca Najświętszej Maryi Panny w Węglinie
Parafia Niepokalanego Serca Najświętszej Maryi Panny w Węglinie – parafia rzymskokatolicka, znajdująca się w diecezji sandomierskiej, w dekanacie Zaklików.